# Call Me Mañana
"Call Me Mañana" è un brano del gruppo musicale tedesco Scooter, pubblicato nel gennaio 1999 come terzo ed ultimo singolo dall'album No Time to Chill.Il tema melodico del brano è un campionamento dal singolo del 1991 "James Brown Is Dead" dei L.A. Style.

## Tracce
- CD singolo

1. Call Me Mañana (Heavy Horses Radio) – 3:40
2. Call Me Mañana (Heavy Horses Extended) – 5:36
3. Bramfeld – 5:16